# Séisme de 2010 de Yushu
Le séisme de 2010 de Yushu  est un tremblement de terre dont la magnitude est estimée entre 6,9, (USGS, EMSC) et 7,1 Mw survenu dans une région tibétaine, le district de Yushu, de la préfecture autonome tibétaine de Yushu, située dans la province du Qinghai en Chine, le 13 avril 2010 à 7h49, heure locale,.

## Géologie
L'épicentre est situé au village de Rima (日瑪村), commune de Shang Laxiu (上拉秀鄉),, dans une région éloignée et rocailleuse, près de la frontière de la région autonome du Tibet, à environ 30 km de la ville de Gyêgu, le siège de district de Yushu, et à environ 240 km de Qamdo. Il se situe dans un secteur peu peuplé sur le plateau tibétain qui est régulièrement frappé par des tremblements de terre.

## Secours
Des centaines de moines de monastères de la région, dont Surmang, Sekar et Sershul, se sont mobilisés pour sauver les personnes piégées dans les décombres.
Quelque 3 700 membres de la police armée du peuple furent envoyés dans la région pour aider les secours. Des sauveteurs spécialisés vinrent également des provinces voisines de Gansu, Shaanxi, Ningxia, et de la région autonome du Tibet.
Le gouvernement provincial du Qinghai dépêcha sur place 5 000 tentes, 100 000 vêtements chauds et des couvertures épaisses pour aider les survivants à affronter les vents violents et les températures proches du zéro.
Le 25 avril, les autorités ont demandé aux responsables des monastères de la région de rappeler les moines qui participaient aux secours, une décision qui a été perçue comme un acte politique maladroit. Les autorités ont promis de réparer les monastères touchés par le séisme, au nombre de 87, 8 000 moines étant obligés de vivre sous des tentes dans la neige,.

## Accès des médias
Le gouvernement chinois aurait bloqué l’accès à la région, et la CCTV et Xinhua y seraient les seuls média autorisés.

## Rites
Le 17 avril, des moines bouddhistes ont incinéré les morts devant le monastère de Gyegu.

## Dégâts et pertes humaines
Dans un long rapport sur les conséquences du séisme, on peut lire que deux monastères importants à proximité, le monastère de Thrangu, et deux villages proches ont été détruits, tandis que le monastère de Benchen était moins affecté.
Le bilan provisoire de cette catastrophe (17 avril 2010) est de 2 220 tués, 12 315 blessés et d'innombrables constructions détruites.

## Réactions
Le premier ministre chinois Wen Jiabao se rendit dans la préfecture autonome de Yushu le 15 avril pour y diriger les secours
. De même, le 18 avril, le président Hu Jintao, écourtant sa visite d'État au Brésil, rentra en Chine pour suivre les secours et apporter son soutien aux sinistrés.
Le 14e dalaï-lama a exprimé ses souhaits de se rendre au Qinghai, région de sa naissance, pour reconforter les familles endeuillées. Le 27 avril, il a exprimé son respect et son admiration pour la solidarité et l'assistance mutuelle mise en œuvre par les Tibétains et les Chinois dans les secours et sauvetages à Kyegudo.
En mai 2010, le 11e panchen lama, Gyancain Norbu, se rendit sur les lieux du tremblement de terre et y pria pour les victimes.

## Dons
Le 23 avril, un écrivain tibétain s'étant exprimé sur les collectes des dons et ayant lui-même collecté des dons pour venir en aide aux sinistrés a été arrêté par les autorités chinoises,,.

## Reconstruction
Perché à 3 700 mètres d'altitude, des baraques toutes identiques ont remplacé les maisons en pisé du village tibétain de Haxiu détruites par le violent séisme qui a frappé le district de Yushu, en avril 2010. Après un an passé sous des tentes de fortune, les sinistrés ont emménagé dans quelque mille maisons de quatre-vingts mètres carrés chacune, financées par le gouvernement chinois. « Le plan de ces habitations essaie de respecter la tradition tibétaine : chacune possède, outre une fourneau et une cheminée, un vestibule où sont conservées les écritures sacrées », explique le photographe Pan Zhiyang, qui travaille pour le Beijing Times depuis 2008 et qui connaît bien les populations nomades vivant sur ces hauts plateaux. « Il s'agit surtout de pasteurs dont les pratiques n'ont rien à voir avec celles des paysans de Chine centrale. ».

## Question sur l'utilisation des dons
En septembre 2010, la journaliste Melissa Chan pose la question de l'utilisation de l'argent alloué pour aider les survivants et pour la reconstruction à la suite du tremblement de terre. Si les chiffres officiels sont corrects, on pourrait s'attendre à des changements importants sur le terrain. Récemment, le gouvernement a même adopté un règlement exigeant des principales ONG qu'elles transfèrent tous les dons à des administrateurs locaux. Les fonctionnaires disent que c'est pour mieux suivre - et pour une meilleure utilisation - les 1,57 milliard de dollars américains en dons pour aider les victimes. Mais une telle démarche n'est jamais arrivé auparavant, et cela crée un précédent dont certains disent qu'il est un pas en arrière pour la société civile en Chine, mettant les ONG fermement sous le contrôle du gouvernement.

## Manifestations contre la saisie de terres
Deux ans après le tremblement de terre, des manifestants dénoncent, entre autres problème, la saisie de terres qui touche près de 600 personnes tibétaines pour la plupart, mais épargne les maisons des fonctionnairs, pour reconstruire ce que les responsables Gyegu présentent comme un « centre de tourisme écologique ».